# مركز وستفيلد

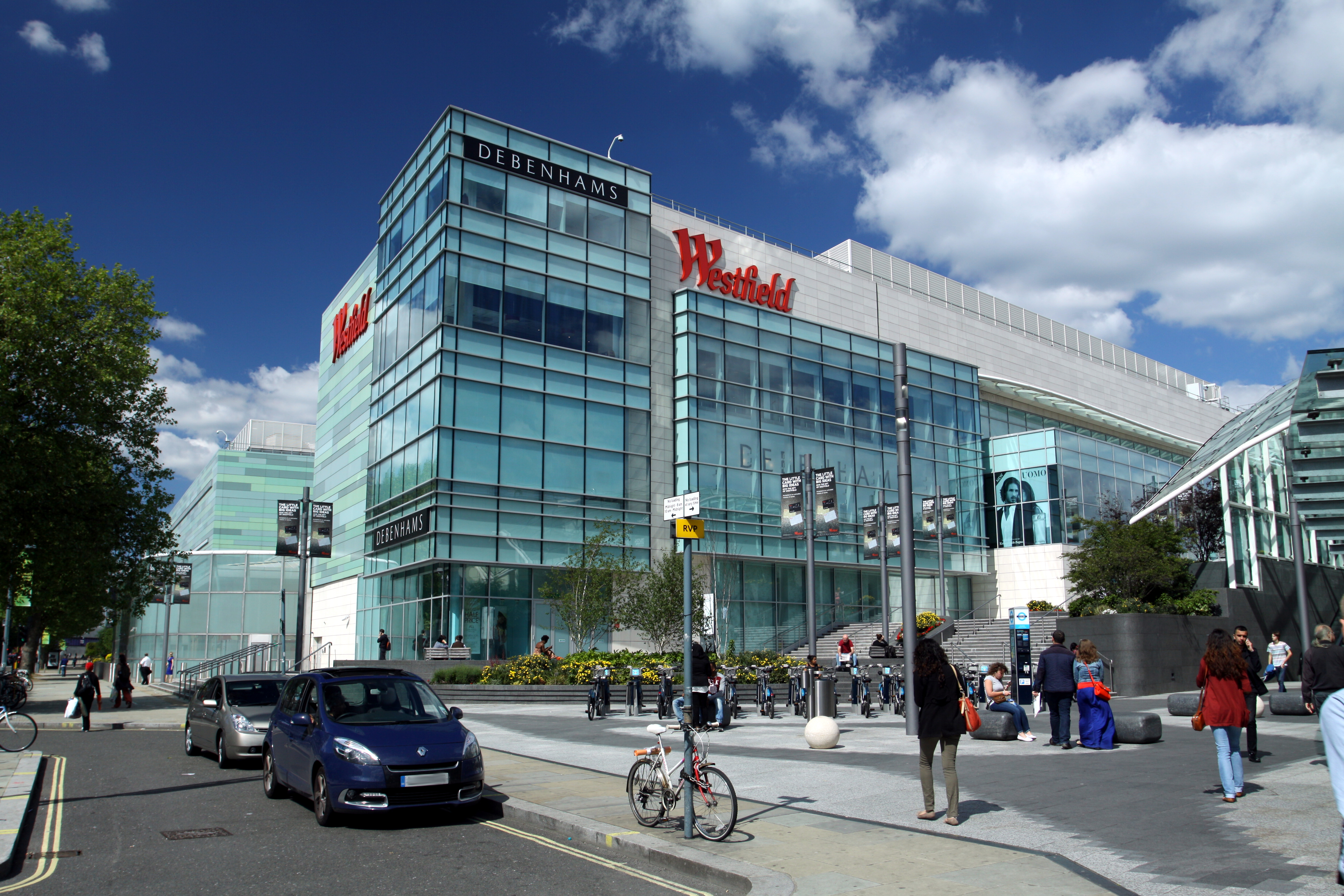
ويستفيلد لندن من شارع وود لين عام 2013.

ويستفيلد لندن، مركز تجاري كبير في وايت هاوس، غرب لندن، إنجلترا، من تصميم وإنشاء مجموعة ويستفيلد بتكلفه تجاوزت 1.6 مليار جنيه إسترليني. شيد المركز على أرض مهجورة كانت في السابق مقر للمعرض الفرنسي البريطاني عام 1908. يحد المركز طريقي إيه 3220 الغربي وإيه 40 وإيه 219.
افتتح المركز في 30 أكتوبر 2008 خلال الأزمة المالية العالمية وأصبح بذلك أكبر مركز تجاري مغطى في العاصمة البريطانية، لندن. بلغت مساحته عند البدء في تشييده 1,600,000 قدم مربع (ما يعادل 150,000 متر مربع)، واستمرت عملية التوسع حتى أصبح أكبر مركز تجاري في أوروبا بحلول مارس 2018 بمساحة تجاوزت 2,600,000 قدم مربع (240,000 تقريبا).
يحتوي المركز على منافذ بيع لأشهر العلامات التجارية ومتاجر التجزئة في العالم ويضم خمس متاجر كبرى مثل جون لويس، وماركس أند سبنسر، وهاوس أوف فراسير، ونيكست، وبريمارك، وديبنهامز قبل أن يغلق في أبريل 2020.

## التاريخ
شيد المركز على مساحة شاسعة في جادة البراون فيلد والتي كانت في الماضي مقر للمعرض الفرنسي البريطاني عام 1908. أدت عملية الإزالة الأولية للموقع إلى هدم مجموعة القاعات المتبقية من المعرض والتي يقال أن واجهتها ذات الطلاء الأبيض هي أصل اسم المدينة البيضاء. أخذت العديد من الاحتياطات الأمنية أثناء عملية الهدم خوفا من العثور على قنابل غير منفجرة من غارات على مصنع ذخيرة محلي خلال قصف لندن الحرب العالمية الثانية.
شملت المساحة أيضا مستودع لمترو لندن. اعتبر هذا المستودع من ضمن تحديات المشروع نظرا لضرورة المحافظة على عمله بكامل طاقته حتى يتم بناء مستودع جديد.
وضعت الخطة الأولية لإنشاء مركز ويستفيلد من قبل مجموعة كونسورتيوم، أكبر شركة مقاولات إنجليزية آنذاك واحدى فروع شركة العقارات الأسترالية مالتي بلكس. لكن بسبب الخسائر المالية الفادحة في المشاريع الأخرى، بما في ذلك بناء ملعب ويمبلي الجديد، اضطرت مجموعة مالتي بلكس من بيع حصتها إلى مجموعة ويستفيلد، شركة أسترالية منافسة، والتب نجحت في تسليم المشروع وفقا للجدول الزمني للمشروع.
تولت مجموعة روبرت بيرد منصب المهندسين الإنشائيين وتم إسناد تصميم السقف إلى شركة نيبرز هيلبج المتقدمة ومقرها شتوتغارت، ألمانيا. استغرق تشييد المركز خمس سنوات وتوظيف ما يقرب من 8,000 فرد.

### الافتتاح
في 30 أكتوبر 2008، افتتح بيثان جارات، الرئيس التنفيذي لمجموعة ويستفيلد، المركز للجمهور في حدث حضره رئيس البلدية بوريس جونسون. بلغت مساحة المركز وقت الافتتاح 1,600,000 قدم مربع (ما يعادل 150,000 متر مربع) ليصبح بذلك أكبر مركز تسوق مغطى في لندن بعد تجاوزه مركز ويتجيفت في كرويدون. حقق الافتتاح نجاحا كبيرا، وزار المركز مليوني متسوق في الأسابيع الثلاثة الأولى بالرغم من أزمة الائتمان في البلاد.
لم تستمر الزيارات كثيرا، فسريعا ما تسببت الأزمة المالية لعام 2008 في انخفاض عدد المتسوقين واجبار بعض المتاجر على الإغلاق في عام 2009. بالرغم من تشاؤم البعض وتوقعهم فشل ويستفيلد لندن خلال فترة الكساد الاقتصادي، أبلغ المركز عن زيادة كبيرة في المبيعات في عام 2010 بعد عودة السياحة وتوافد أعداد كبيرة من السياح.

### التوسعات
في 16 فبراير 2012، وافق مجلس هامرسميث ومجلس فولهام على زيادة 700,000 قدم مربع إلى شمال الموقع الحالي. بدأ العمل فيها في عام 2014، وافتتحت التوسعات على ثلاثة مراحل:
- المرحلة الأولى في مارس عام 2018.
- المرحلة الثانية في منتصف عام 2018.
- المرحلة الثالثة في أكتوبر عام 2018.

مع اكتمال عملية التوسع ازداد حجم ويستفيلد لندن إلى قرابة 2.6 مليون قدم مربع، جاعلا إياه أكبر مركز تسوق في جميع أنحاء أوروبا.
تقع التوسعات بين جسر سكة حديدية من الجانب الشمالي، ومركز التسوق الاصلي من الجانب الجنوبي، كما شملت المنطقة الصناعية على طريق أربيل. زاد الامتداد 51,000 متر مربع من مساحات المخصصة لمحلات التجزئة، من بينهم 21,000 متر في متجر بريمارك والمكاتب والشوارع الجديدة والأماكن العامة، بالإضافة إلى 1,522 منزل جديد. ساهم التطوير في إضافة من 4-12 متجر في المبنى الواحد.
شمل التطوير تعديلات على محطة بوش أوفرغراوند، ونقل محطة الحافلات وإعادة استخدام مباني ديمكو، ووصلات المشاة على الجانب الشرقي من الموقع الذي يربط مجلس هامرسميث وفولهام مع كينسينغتون وتشيلسي.
أعلن متجر جون لويس امتلاكه قسم رئيسي في الامتدادات أسس فيها سلسلو من مراكز الترفيهة العائلية تحت اسم كيدزانيا، افتتاحها في عام 2015.

### كوفيد 19
في 28 أبريل 2020، أغلقت سلسلة ديبنهامز متجرها في مركز ويستفيلد لندن بسب وباء كوفيد 19 وتحويله إلى مكتب إداري. في 28 يوليو، أعلن هامرسميث ولجنة التخطيط التابعة لمجلس فولهام عن موافقتهما على طلب التخطيط الخاص بشركة يونيباي رومادو ويستفيلد لتحويل ثلثي مساحة متجر هاوس أوف فراسير إلى مساحات مكتبية ووحدتين منفصلتين للبيع بالتجزئة تقعان في الجزء الداخلي من المركز.
حاليا يشغل متجر هارودز أوتليت مساحة متجر ديبنهامز.

## الأقسام

### صالات البيع بالتجزئة

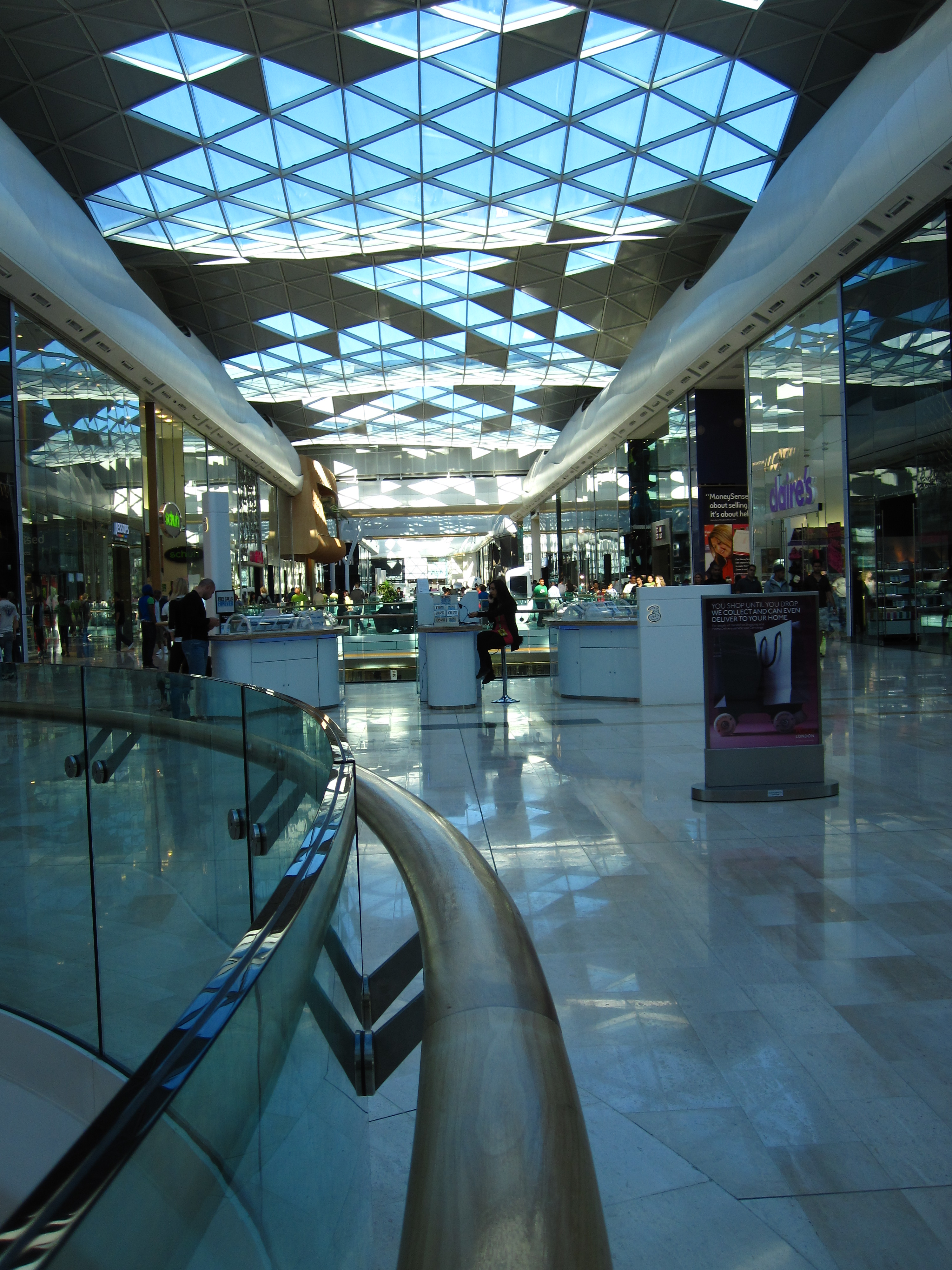
مدخل صالات البيع بالتجزئة

بلغت مساحة صالات البيع بالتجزئة في مركز ويستفيلد لندن قرابه 2.6 مليون قدم مربع (ما يعادل 240,000 متر مربع). تضم صالات البيع بالتجزئة ما يقرب من 320 متجر مثل ال سانت، وأبل ستور، وبيرشكا، وبوتس، وبوز، وكوست، وكوتن أون، ودورثي برنكس، ودي ويل، ومركز إيرلي ليرنج، وارنست جونز، وجيري ويبر، وهاكيت، وهولستر، وهاوس أوف فراسير، وإتش صامويلظ وجايجر. وكورت جيجر، وليغو، وماماز وباباز، ومانجو، وماركس أند سبنسر، ونكست، ونيمنيشن، وأوكلي، وريس، وريفر آيلاند، وشو، وستاربكس كوفي، وتيسلا موتورز، وتوب شوب، ويونيكلو، وسينما مالتي بلكس فيو، ويتروز وزارا.
شملت عملية التوسع أيضا صالات البيع بالتجزئة للسلع الكمالية تسمى ذا فاليج وتعني القرية باللغة العربية. تضم تلك المساحة علامات تجارية شهيرة مثل بربري، ودي بيرز، وجورج جينسن، وجوتشي، ولوي فيتون، وميو ميو، ومولبيري، وميلا، وتيفاني أند كومباني وفيرزاتشي.

### سينما فيو الرقمية
افتتحت فيو سينما في المركز سينما تحتوي على سبعة عشر شاشة في 12 فبراير 2010، منها خمس شاشات ثلاثية الأبعاد. تبلغ سعة السينما ما يقرب من 3,000 مشاهد.

## وسائل المواصلات
كجزء من إذن تخطيط مركز ويستفيلد لندن التجاري، ساهمت مجموعة ويستفيلد بمبلغ 170 مليون جنيه إسترليني لتحسين النقل المحلي، ساهمت هيئة النقل في لندن بمبلغ إضافي قدر بحوالي 30 مليون جنيه إسترليني. تخدم تلك التحسينات المنطقة المحيطة بالمركز.
- مترو أنفاق لندن: تخدم محطتين مترو أنفاق المركز وهما، محطة وود لون المبنية حديثا، تربط خط سيركل وهامرسميث آند سيتي على الجانب الغربي ومحطة شيبارد بوش المعاد بناؤها على الجلنب الجنوبي.[38] توجد أيضا محطتين أخريين بالجوار وهما وايت سيتي وسوق شيبردز بوش.[39]
- مترو لندن/ الجنوبي: محطة شيبارد بوش للسكة الحديد، محطة شيدت حديثا على خط لندن الغربي. افتتحت المحطة في 28 سبتمبر 2008 على الجانب الجنوبي من مركز ويستفيلد، بجوار محطة مترو الخط المركزي.[40] تأجل افتتاح المحطة عدة أشهر بعد معرفة أن المنصة النهائية للمحطة أضيق بمقدار 18 بوصة من العرض المطلوب.[41]
- الحافلات وسيارات الأجرة: تقع محطة شيبارد بوش في جنوب المركز بجوار محطة أوفرغراوند وتضم محطة حافلات وموقف لسيارات التاكسي.[42] توجد أيضا محطة وايت سيتي للحافلات بالقرب من محطة مترو وود لين على طريق أرييل.[43] استخدمت مباني ديمكو المبنية بالطوب الأحمر كمحطة حافلات وايت سيتي الحالية.[44][45] شيدت تلك المباني في عام 1898، كمحطة لتوليد الكهرباء لسكة حديد وسط لندن. استخدمت تلك المباني كموقع لتصوير مصنع أكمي في فيلم من ورط الأرنب روجر، لعام 1988.[46]
- الدراجات: شملت عملية التطوير إنشاء أربعة مسارات جديدة للدراجات،[43] بالإضافة إلى 570 مكانا لركن الدراجات. بالرغم من ذلك يطالب راكبوا الدراجات بزيادة تلك المساحة.[47]
- روابط الطرق: تم ربط طريق فرعي للمركز مع الطريق الغربي إيه 3220.

## النقد
اختلفت الأراء حول جدوى عملية التطوير التي يقوم المركز ما بين رافض للعملية لأنها ستسبب في رفع إيجارات المتاجر والمباني وزيادة ازدحام الشوارع المزدحمة بالفعل وما بين مؤيد يرى في التوسع ازدهار للشارع والمدينة.

## معرض صور

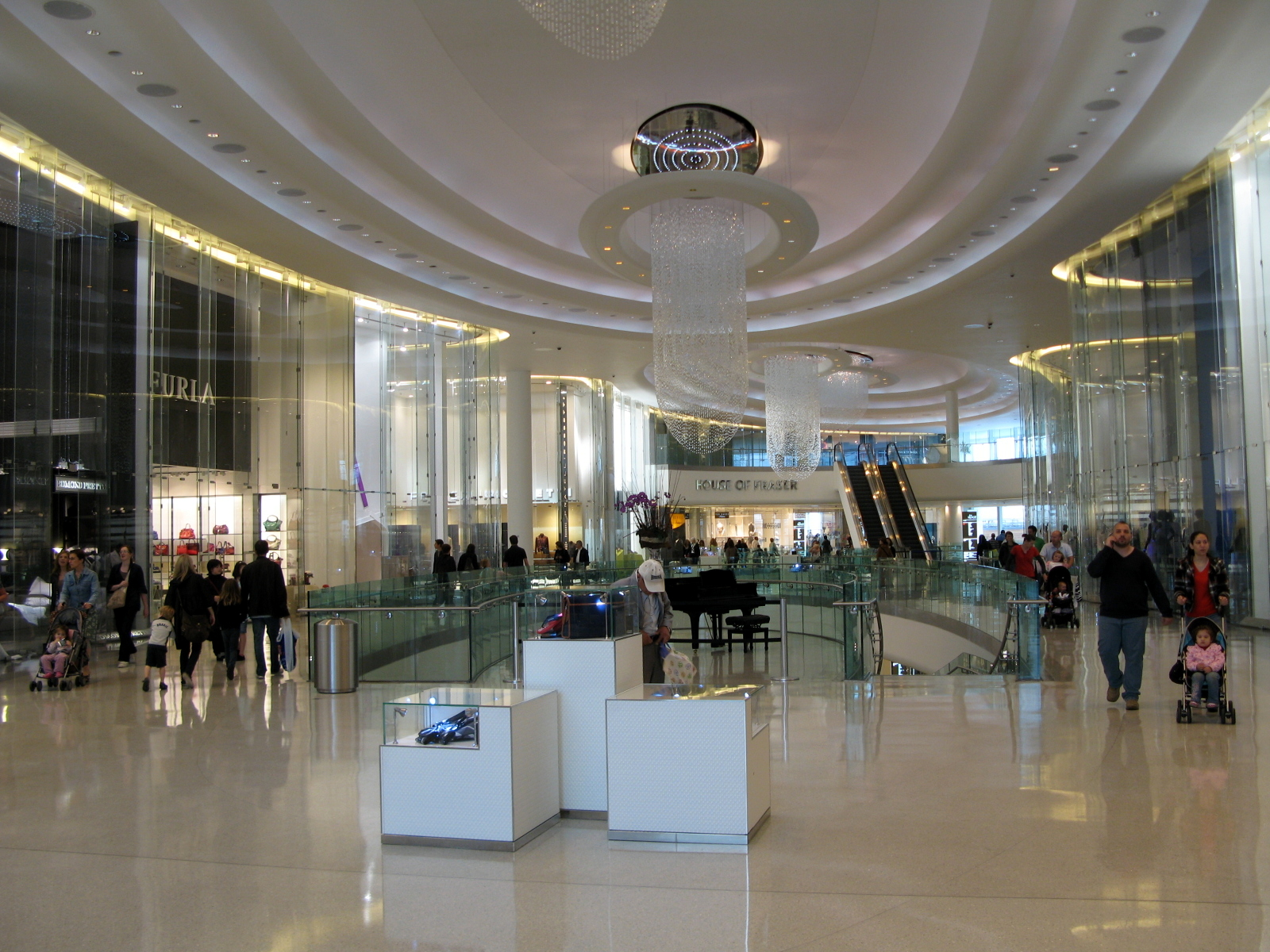
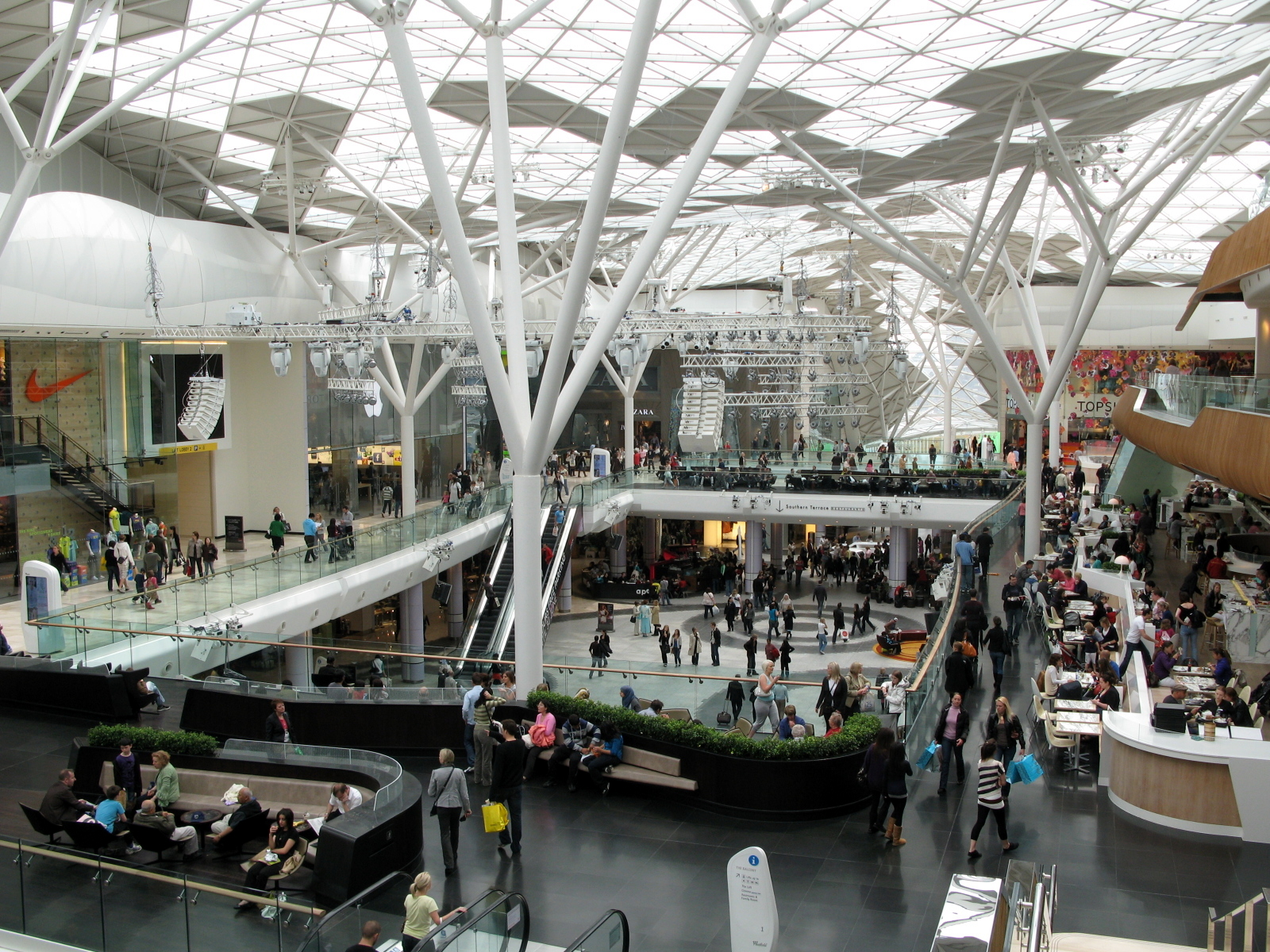
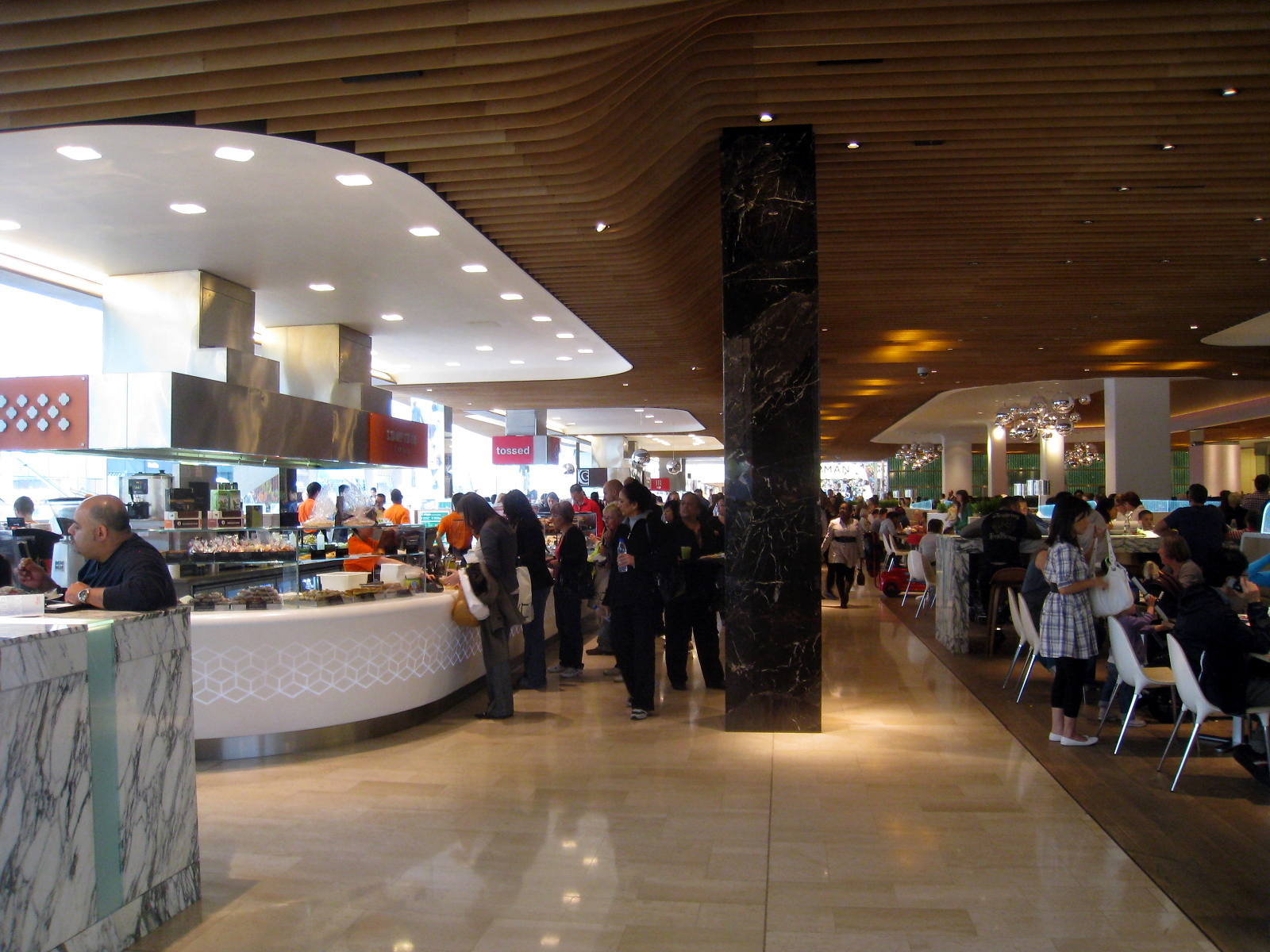
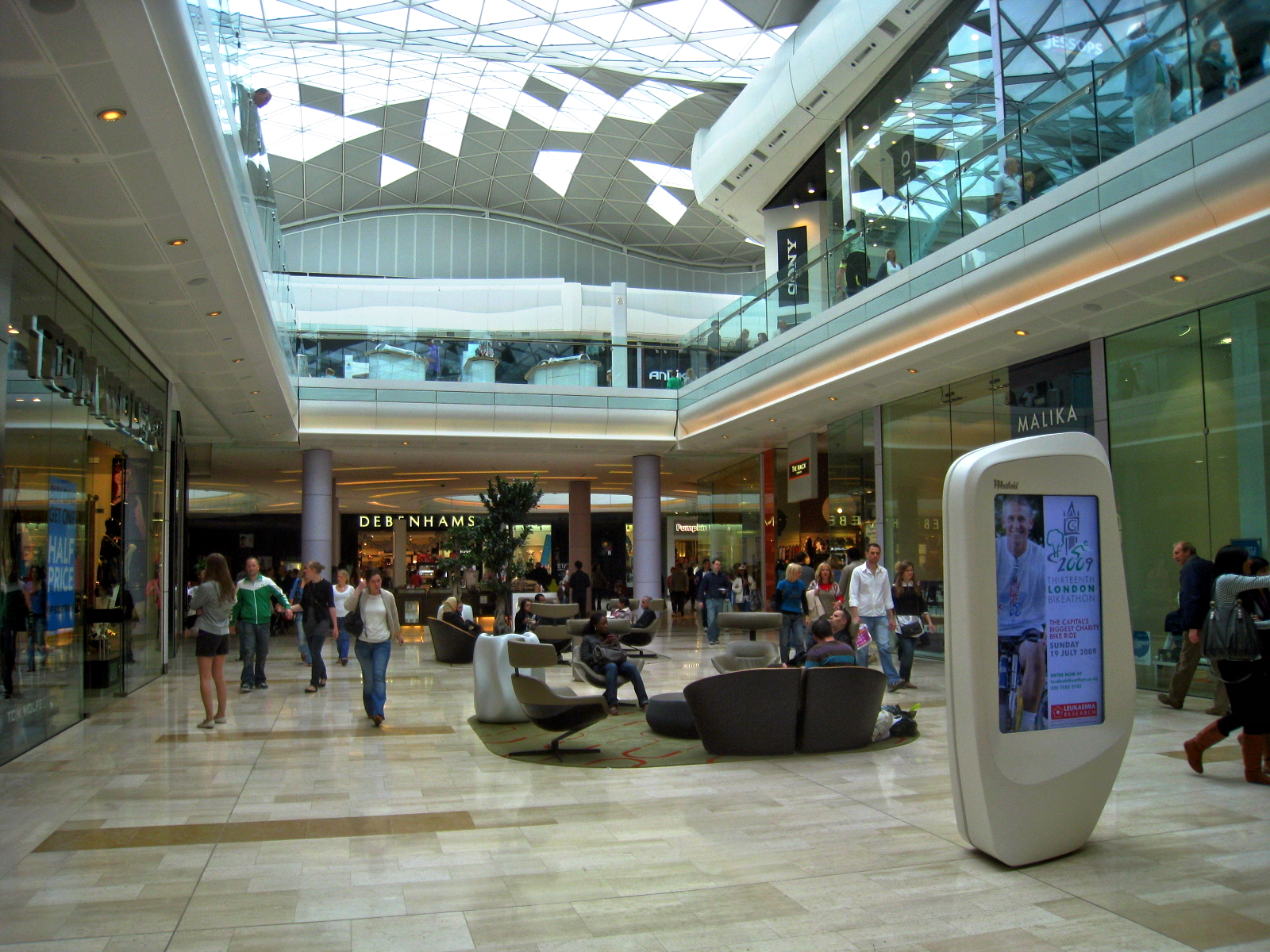
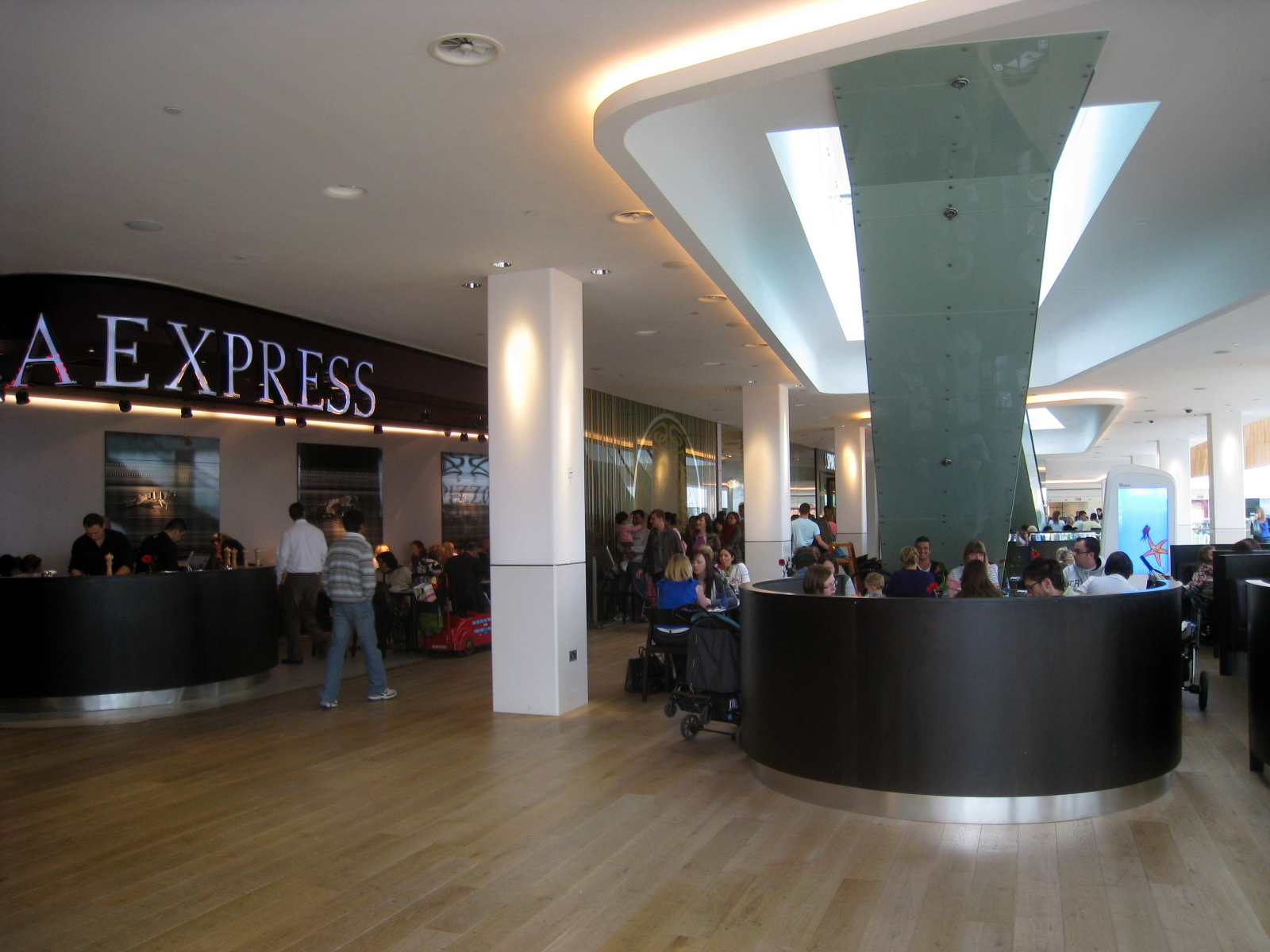

## وصلات خارجية
- الموقع الرسمي لمركز وستفيلد.
- مطوية تطوير المدينة البيضاء، غرب لندن، إنجلترا- نشرتها وزارة النقل في لندن، أغسطس 2007.
- أبرز أماكن الزيارة في المدينة البيضاء، غرب لندن، إنجلترا- نشرتها وزارة النقل في لندن، سبتمبر 2008.
- وصف المدينة البيضاء لشيبارد بوش- وصف وخريطة تطورات النقل.
- التطوير المخطط للمدينة البيضاء، غرب لندن، إنجلترا نسخة محفوظة 6 مارس 2016 على موقع واي باك مشين..

يوتيوب
- بلدية لندن تعيد فتح مركز وستفيلد التجاري.
- جولة داخل ويستفيلد لندن.
- المرحلة الثانية من تطوير ويستفيلد لندن.